# Carmen Pinto
Carmen Pinto (1930 - 22 de enero de 2019) fue una bailarina, maestra y coreógrafa boliviana. Fundadora del Ballet Español Pinto. La maestra Pinto se dedicó a la enseñanza de la danza de la cultura ibérica. Impartía la enseñanza de diferentes bailes regionales del estilo folklórico español, como bailes de zarzuela, la clásica escuela bolera, bailes de teatro, bailes de salón, el flamenco, entre otros. 
En 1967 recibió de la Alcaldía Municipal de La Paz el título y condecoración "Prócer Pedro Domingo Murillo" en el Grado de Honor al Mérito. También recibió, por parte de la embajada de España en Bolivia una condecoración conferida por el entonces Rey de España, Juan Carlos I en mérito a su carrera además de ser condecorada por el Ministerio de Educación de Bolivia, entre otros.